# Henderson-Felsspiere
Die Henderson-Felsspiere (Petrophytum hendersonii) ist eine Pflanzenart aus der Gattung Petrophytum in der Familie der Rosengewächse (Rosaceae).

## Merkmale
Die Henderson-Felsspiere ist ein immergrüner Zwergstrauch, der Wuchshöhen von 3 bis 12 Zentimeter erreicht. Die grünen Blätter sind meist 10 bis 20, selten bis 25 Millimeter lang, meist 2 bis 6 Millimeter breit und verkehrteilanzettlich bis spatelförmig-verkehrteiförmig. Die Blattunterseite ist dreinervig. Der Blütenstandsstiel ist 1 bis 5, selten bis 6 Zentimeter lang, der Blütenstand 2 bis 3, selten bis 5 Zentimeter. Die Kelchzipfel sind länglich, zurückgebogen und stumpf. Es sind 35 bis 40 Staubblätter vorhanden.
Die Blütezeit reicht von Juni bis August.

## Vorkommen
Die Henderson-Felsspiere kommt im Nordwesten der USA in Felsfluren vor.

## Nutzung
Die Henderson-Felsspiere wird selten als bodendeckende Zierpflanze für Steingärten und Alpinenhäuser genutzt.

## Belege
- Eckehart J. Jäger, Friedrich Ebel, Peter Hanelt, Gerd K. Müller (Hrsg.): Rothmaler Exkursionsflora von Deutschland. Band 5: Krautige Zier- und Nutzpflanzen. Spektrum Akademischer Verlag, Berlin Heidelberg 2008, ISBN 978-3-8274-0918-8.